# Scuola dei Mercanti

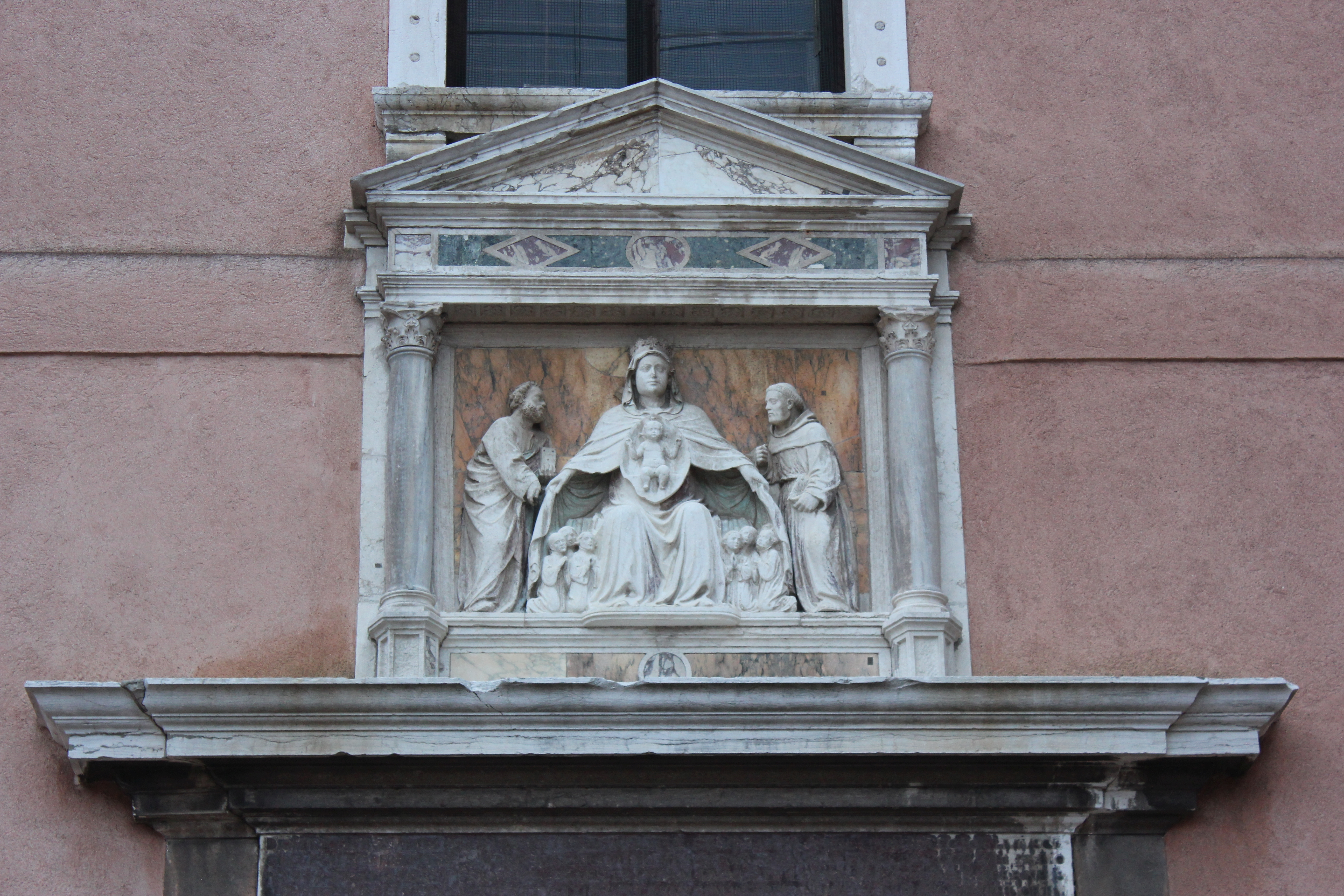
Relief über dem Portal der Scuola dei Mercanti

Die Scuola dei Mercanti ist ein links neben der Kirche Madonna dell’Orto gelegener, 1570 errichteter Bau in Venedig. Bauleiter war Andrea Palladio. Die Architektur gilt aber als nicht typisch für Palladio. Im Erdgeschoss ist die ursprüngliche Ausstattung mit acht Säulen aus istrischem Stein und einer Holzbalkendecke erhalten.
Die Bruderschaft, die die Schule trug, wurde 1374 gegründet und 1570 mit der Scuola di Santa Maria e Francesco ai Frari oder Scuola Grande della Misericordia vereinigt. Die Schule wurde 1806 aufgehoben. Die Kunstwerke, darunter ein Gemälde von Paolo Veronese, wurden anschließend zerstreut. Der Saal im Erdgeschoss wurde als Kino- und Theatersaal genutzt. Heute dient er wie der Saal im ersten Obergeschoss der Pfarrgemeinde.